# كاب فينسنت (نيويورك)
كاب فينسنت (بالإنجليزية: Cape Vincent, New York)‏ هي بلدة أمريكية تقع في الولايات المتحدة في نيويورك (ولاية). يقدر عدد سكانها بـ 2,777 نسمة .